# Margareta i Kumla
Margareta i Kumla, död efter 1628, var en svensk visionär och extatiker som 1626–28 sade sig vara besatt. Hon drog till sig pilgrimer från hela Sverige då hon sade sig vara ett språkrör för änglar.

## Biografi
Margareta var dotter till prästen Johannes Laurentii (död 1629), som 1619 blev kyrkoherde i Kumla. Hon ska 1626 ha varit i de tidiga tonåren.

### Visionär
Den 23 december 1626 sade hon sig ha fått visioner av en vit fågel och en svart man. Den svarte mannen försökte få henne att avsvära sig sin tro. Poltergeistfenomen med knackningar, bultanden och slag i väggarna började uppträda i huset och i kyrkan. Den 30 oktober sade hon sig fått besök av sju överdjävlar, och hon hädade och åkallade Satan. Den 22 oktober kom tre änglar med brinnande ljus, bland dem ärkeängeln Mikael. Hon låg sedan medvetslös ett dygn. När hon vaknade sade hon att änglar och djävlar stred om hennes själ, och att hon hade sett Herrens härlighet. 
Mellan 9 december 1626 och 3 januari 1627 sade hon sig vara besökt av en rad änglar, bland dem ärkeängeln Johannes, och att hon var deras språkrör; genom henne förutspådde de att ett under i Polen skulle åstadkomma fred och att en pest skulle komma. De talade om solen och stjärnorna och även om kläder, som att det var syndigt att bära vertugall, stora pipkragar (för präster), flerfärgade kläder, och att blå stärkelse var Djävulens spya medan vit stärkelse var Herren behaglig. 
En författare under 1600-talet beskrev det på följande vis:
"Satan frestade Margareta först i gestalt af en hvit fågel, därefter i skepnad af en svart man, som först låtsade leka med henne, därefter lindrigt sårade henne och slutligen sökte taga lifvet af henne. Förföljelsen skedde genom bultningar i väggen, där hon hade sin säng, och vidare hvar som hälst hon befann sig, inom eller utom hus, i kyrkan eller annorstädes. Detta fortfor uti nio månaders tid. Flickan var lekamligen besatt af djäfvulen, hvilken plågade henne genom häftiga rörelser, bultningar, samt än utsträckningar, än sammandragningar af lemmarne. Genom öronens bedöfvande och ögonens förvridande inåt hufvudet, beröfvade han henne för flera timmar förmågan att höra, se eller tala; och sedan hennes tungas band omsider blifvit lösta, uppeggade han henne till förskräckliga hädelser mot Gud och den heliga treenigheten samt mot Guds heliga ord, och tvingade henne att egna åt honom själf all den hyllning och heder, som tillhör Gud allena. Sedan han på sådant sätt uti tre hela veckor utöfvat sitt tyranni mot flickan, förvandlade han sig till en trefaldig ljusens ängel, med ett ansikte skinande som solen, och bärande en fotsid klädnad, samt uppträdande som predikant, undergörare och profet. Och icke var antalet af onda andar städse detsamma, ty då det i förstone var blott tre sådana, ökades det efter hand till sju och sjutton, och slutligen sju hundrade, hvilka uppträdde med käppar, påkar och järnkedjor. Af dem hade hon fått i sig först tre och därefter sju, under det de öfriga voro utom henne och hvar för sig kvarstannade i kammaren."
Ryktet om "sibyllan" i Kumla blev nu vida känt och människor från hela landet, även präster, vallfärdade och fick se eld och brinnande tecken och höra rop och himmelska körer. Margareta sades ha utfört ett mirakel då ängeln Gabriel genom henne botade en sjuårig pojke från dövhet. Hon sade att änglarna hade lovat att diktera ett brev till kungen som skulle lämnas fram av hennes far.

### Undersökning och eftermäle
Biskop Laurentius Paulinus Gothus sattes att undersöka det hela. Den 10 februari 1628 skrev kungen att hennes "dårskap och galenskap" skulle stoppas och att allmänheten skulle hindras att vallfärda till henne med hot om fängelse och att hon själv skulle sättas på slottet om hon inte slutade; det påpekades också att kvinnor inte fick predika. Med detta slutade vallfärderna till Kumla. 
Margaretas far lämnade 1629 in en beskrivning av "Satans hemsökelser" i bygden och om hur de hade drabbat även hans dotter. På ett prästmöte 1629 redogjordes för det hela, och på ett nytt prästmöte 1630 lades händelsen fram som ett fall av besatthet. Visionerna var kända under sin samtid och publicerades 1642. År 1700 blev de föremål för en akademisk avhandling i Uppsala, Dissertationem academicam de spectris [...] (Akademisk avhandling om spöken) med Johan Esberg som preses och Andreas Dahlbohm som respondent.